# Liste des députés de la VIIIe législature du Parlement de Catalogne
Les députés de la VIIIe législature du Parlement de Catalogne sont les 135 députés de la VIIIe législature du Parlement de Catalogne élus lors des élections au Parlement de Catalogne de 2006. Leur mandat commence le 17 novembre 2006 et se termine le 5 octobre 2010.

## Liste des députés
- Haut – A
- B
- C
- D
- E
- F
- G
- H
- I
- J
- K
- L
- M
- N
- O
- P
- Q
- R
- S
- T
- U
- V
- W
- X
- Y
- Z

| Nom                                 | Liste | Liste                                                         | Circonscription | Notes |
| ----------------------------------- | ----- | ------------------------------------------------------------- | --------------- | --- |
| Oriol Amorós i March                |       | Esquerra Republicana de Catalunya                             | Barcelone       | Jusqu'au 1er décembre 2006, remplacé le 5 décembre 2006 par Laura Vilagrà i Pons                                                                                                  |
| Maria Teresa Aragonès i Perales     |       | Esquerra Republicana de Catalunya                             | Barcelone       | Jusqu'au 1er décembre 2006, remplacée le 5 décembre 2006 par Josep Maria Freixanet i Mayans                                                                                       |
| Palmira Arcarons i Oferil           |       | Parti des socialistes de Catalogne                            | Barcelone       | |
| Jordi Ausàs i Coll                  |       | Esquerra Republicana de Catalunya                             | Lleida          | Jusqu'au 13 mars 2008, remplacé le 31 mars 2008 par Maria Àngels Cabasés Piqué |
| Josep Maria Balcells i Gené         |       | Parti des socialistes de Catalogne                            | Barcelone       | |
| Josep Bargalló Valls                |       | Esquerra Republicana de Catalunya                             | Tarragone       | Jusqu'au 3 janvier 2007, remplacé le 12 janvier 2007 par Sergi de los Ríos i Martínez                                                                                             |
| Maria Dolors Batalla i Nogués       |       | Convergence et Union                                          | Tarragone       | |
| Albert Batalla i Siscart            |       | Convergence et Union                                          | Lleida          | |
| Ernest Benach i Pascual             |       | Esquerra Republicana de Catalunya                             | Tarragone       | Président du Parlement |
| Joan Bertomeu i Bertomeu            |       | Parti populaire de Catalogne                                  | Tarragone       | |
| Uriel Bertran Arrué                 |       | Esquerra Republicana de Catalunya                             | Barcelone       | Jusqu'au 5 août 2010, remplacé le 20 septembre 2010 par Jordi Cots Domínguez |
| Joan Boada i Masoliver              |       | Iniciativa per Catalunya Verds - Esquerra Unida i Alternativa | Gérone          | Jusqu'au 1er décembre 2006, remplacé le 13 décembre 2006 par Lluís Postigo i Garcia                                                                                               |
| Meritxell Borràs i Solé             |       | Convergence et Union                                          | Barcelone       | |
| Pere Bosch Cuenca                   |       | Esquerra Republicana de Catalunya                             | Gérone          | |
| Jaume Bosch i Mestres               |       | Iniciativa per Catalunya Verds - Esquerra Unida i Alternativa | Barcelone       | |
| Maria Dolors Camats i Luis          |       | Iniciativa per Catalunya Verds - Esquerra Unida i Alternativa | Barcelone       | |
| Ramon Camp i Batalla                |       | Convergence et Union                                          | Barcelone       | Deuxième vice-président ; jusqu'au 23 septembre 2008, remplacé le 26 septembre 2008 par Jordi Cuminal i Roquet Lui-même jusqu'au 5 octobre 2010, remplacé par Àngels Ponsa i Roca |
| Marta Camps Torrens                 |       | Parti des socialistes de Catalogne                            | Lleida          | Jusqu'au 8 mai 2008, remplacée le 20 mai 2008 par Antoni Llevot Lloret |
| Carme Capdevila i Palau             |       | Esquerra Republicana de Catalunya                             | Gérone          | Jusqu'au 1er décembre 2006 , remplacée le 12 décembre 2006 par Alfons Quera i Carré                                                                                               |
| Montserrat Capdevila Tatché         |       | Parti des socialistes de Catalogne                            | Barcelone       | |
| Jordi William Carnes i Ayats        |       | Parti des socialistes de Catalogne                            | Barcelone       | Jusqu'au 12 septembre 2007, remplacé le 25 septembre 2007 par Teresa Estruch Mestres                                                                                              |
| Martí Carnicer i Vidal              |       | Parti des socialistes de Catalogne                            | Tarragone       | Jusqu'au 1er décembre 2006, remplacé le 19 décembre 2006 par Joaquim Josep Paladella Curto                                                                                        |
| Josep-Lluís Carod-Rovira            |       | Esquerra Republicana de Catalunya                             | Barcelone       | |
| Judit Carreras Tort                 |       | Parti des socialistes de Catalogne                            | Barcelone       | |
| Eudald Casadesús i Barceló          |       | Convergence et Union                                          | Gérone          | |
| Antoni Castellà i Clavé             |       | Convergence et Union                                          | Barcelone       | Deuxième secrétaire |
| Antoni Castells Oliveres            |       | Parti des socialistes de Catalogne                            | Barcelone       | |
| Marta Cid i Pañella                 |       | Esquerra Republicana de Catalunya                             | Tarragone       | |
| Mercè Civit Illa                    |       | Iniciativa per Catalunya Verds - Esquerra Unida i Alternativa | Barcelone       | |
| Maria Dolors Clavell i Nadal        |       | Iniciativa per Catalunya Verds - Esquerra Unida i Alternativa | Barcelone       | |
| Josep Lluís Cleries i Gonzàlez      |       | Convergence et Union                                          | Barcelone       | |
| Higini Clotas i Cierco              |       | Parti des socialistes de Catalogne                            | Barcelone       | Premier vice-président |
| Antoni Comín i Oliveres             |       | Parti des socialistes de Catalogne                            | Barcelone       | |
| Lluís Maria Corominas i Díaz        |       | Convergence et Union                                          | Barcelone       | Deuxième vice-président à partir du 30 septembre 2008 |
| Xavier Crespo i Llobet              |       | Convergence et Union                                          | Gérone          | |
| Núria de Gispert i Català           |       | Convergence et Union                                          | Barcelone       | |
| Manuela de Madre Ortega             |       | Parti des socialistes de Catalogne                            | Barcelone       | |
| Joan Manuel del Pozo i Àlvarez      |       | Parti des socialistes de Catalogne                            | Gérone          | Jusqu'au 25 janvier 2008, remplacé le 30 janvier 2008 par José Antonio Donaire Benito Lui-même jusqu'au 13 janvier 2010, remplacé le 25 janvier 2010 par Núria Carreras i Jordi   |
| Pilar Dellunde i Clavé              |       | Esquerra Republicana de Catalunya                             | Barcelone       | Jusqu'au 4 décembre 2006, remplacée le 5 décembre 2006 par Patrícia Gomà i Pons                                                                                                   |
| Xavier Dilmé i Vert                 |       | Convergence et Union                                          | Gérone          | |
| José Domingo Domingo                |       | Ciutadans                                                     | Barcelone       | |
| Ramon Espadaler i Parcerisas        |       | Convergence et Union                                          | Barcelone       | |
| Miquel Àngel Estradé i Palau        |       | Esquerra Republicana de Catalunya                             | Lleida          | |
| Antoni Fernández Teixidó            |       | Convergence et Union                                          | Barcelone       | |
| Joan Ferran i Serafini              |       | Parti des socialistes de Catalogne                            | Barcelone       | |
| Anna Figueras i Ibañez              |       | Convergence et Union                                          | Barcelone       | |
| Carme Figueras i Siñol              |       | Parti des socialistes de Catalogne                            | Barcelone       | Jusqu'au 29 juillet 2010, remplacée le 4 août 2010 par Dídac Pestaña Rodríguez |
| Daniel Font i Cardona               |       | Parti des socialistes de Catalogne                            | Barcelone       | |
| Rosa Fortuny i Torroella            |       | Convergence et Union                                          | Barcelone       | |
| Marina Geli i Fàbrega               |       | Parti des socialistes de Catalogne                            | Gérone          | Jusqu'au 1er décembre 2006, remplacée le 13 décembre 2006 par Pia Bosch i Codolà                                                                                                  |
| Josep Grau i Seris                  |       | Convergence et Union                                          | Lleida          | |
| Francesc Homs i Molist              |       | Convergence et Union                                          | Barcelone       | |
| Josep Huguet i Biosca               |       | Esquerra Republicana de Catalunya                             | Barcelone       | Jusqu'au 1er décembre 2006, remplacé le 5 décembre 2006 par Pere Aragonès i Garcia                                                                                                |
| Miquel Iceta i Llorens              |       | Parti des socialistes de Catalogne                            | Barcelone       | |
| Roberto Edgardo Labandera Ganachipi |       | Parti des socialistes de Catalogne                            | Barcelone       | |
| Assumpció Laïlla i Jou              |       | Convergence et Union                                          | Barcelone       | |
| Marina Llansana Rosich              |       | Esquerra Republicana de Catalunya                             | Barcelone       | |
| Joaquim Llena i Cortina             |       | Parti des socialistes de Catalogne                            | Lleida          | Jusqu'au 1er décembre 2006, remplacé le 15 décembre 2006 par Francesc Xavier Boya i Alós                                                                                          |
| Marta Llorens i Garcia              |       | Convergence et Union                                          | Barcelone       | |
| Agustí Lluís López i Pla            |       | Convergence et Union                                          | Lleida          | |
| Rafael López i Rueda                |       | Parti populaire de Catalogne                                  | Barcelone       | |
| Rafael Luna Vivas                   |       | Parti populaire de Catalogne                                  | Tarragone       | Quatrième secrétaire |
| Benet Maimí i Pou                   |       | Convergence et Union                                          | Barcelone       | |
| Ernest Maragall i Mira              |       | Parti des socialistes de Catalogne                            | Barcelone       | Jusqu'au 1er décembre 2006, remplacé le 15 décembre 2006 par Jordi Terrades i Santacreu                                                                                           |
| Alexandre Martínez Medina           |       | Parti des socialistes de Catalogne                            | Tarragone       | |
| Rocío Martínez-Sampere Rodrigo      |       | Parti des socialistes de Catalogne                            | Barcelone       | |
| Artur Mas i Gavarró                 |       | Convergence et Union                                          | Barcelone       | Chef de l'opposition |
| Ferran Mascarell i Canalda          |       | Parti des socialistes de Catalogne                            | Barcelone       | Jusqu'au 1er mars 2007, remplacé le 9 mars 2007 par Rosa Maria Ferrer Valls |
| Laura Massana Mas                   |       | Iniciativa per Catalunya Verds - Esquerra Unida i Alternativa | Barcelone       | |
| Carina Mejías Sánchez               |       | Parti populaire de Catalogne                                  | Barcelone       | |
| Caterina Mieras i Barceló           |       | Parti des socialistes de Catalogne                            | Barcelone       | |
| Salvador Milà i Solsona             |       | Iniciativa per Catalunya Verds - Esquerra Unida i Alternativa | Barcelone       | |
| Josep Enric Millo i Rocher          |       | Parti populaire de Catalogne                                  | Gérone          | |
| Jordi Miralles i Conte              |       | Iniciativa per Catalunya Verds - Esquerra Unida i Alternativa | Barcelone       | Troisième secrétaire |
| Anna Miranda i Torres               |       | Convergence et Union                                          | Lleida          | |
| Carmel Mòdol i Bresolí              |       | Esquerra Republicana de Catalunya                             | Lleida          | |
| Jordi Montanya i Mías               |       | Parti populaire de Catalogne                                  | Lleida          | |
| José Montilla i Aguilera            |       | Parti des socialistes de Catalogne                            | Barcelone       | Président de la Généralité |
| Dolors Montserrat i Culleré         |       | Parti populaire de Catalogne                                  | Barcelone       | |
| Joan Morell i Comas                 |       | Convergence et Union                                          | Barcelone       | |
| Joaquim Nadal i Farreras            |       | Parti des socialistes de Catalogne                            | Gérone          | |
| Joan Miquel Nadal i Malé            |       | Convergence et Union                                          | Tarragone       | |
| Montserrat Nebrera González         |       | Parti populaire de Catalogne                                  | Barcelone       | Jusqu'au 21 octobre 2009, remplacée le 23 octobre 2009 par Eva García i Rodríguez                                                                                                 |
| María Ángeles Olano i García        |       | Parti populaire de Catalogne                                  | Barcelone       | |
| Esteve Orriols i Sendra             |       | Convergence et Union                                          | Barcelone       | Jusqu'au 25 juin 2008, remplacé le 1er juillet 2008 par Montserrat Ribera i Puig                                                                                                  |
| Joana Ortega i Alemany              |       | Convergence et Union                                          | Barcelone       | |
| Laia Ortiz Castellví                |       | Iniciativa per Catalunya Verds - Esquerra Unida i Alternativa | Barcelone       | |
| Belén Pajares i Ribas               |       | Parti populaire de Catalogne                                  | Barcelone       | |
| Francesc Xavier Pallarès i Povill   |       | Convergence et Union                                          | Tarragone       | |
| Francesc Hilari Pané Sans           |       | Iniciativa per Catalunya Verds - Esquerra Unida i Alternativa | Lleida          | |
| Agnès Pardell Veà                   |       | Parti des socialistes de Catalogne                            | Lleida          | |
| Josep Maria Pelegrí i Aixut         |       | Convergence et Union                                          | Lleida          | |
| Carles Pellicer i Punyed            |       | Convergence et Union                                          | Tarragone       | |
| David Pérez Ibáñez                  |       | Parti des socialistes de Catalogne                            | Barcelone       | |
| Daniel Pi i Noya                    |       | Iniciativa per Catalunya Verds - Esquerra Unida i Alternativa | Tarragone       | |
| Pilar Pifarré i Matas               |       | Convergence et Union                                          | Barcelone       | |
| Josep Piqué i Camps                 |       | Parti populaire de Catalogne                                  | Barcelone       | Jusqu'au 17 septembre 2007, remplacé le 25 septembre 2007 par Josep Llobet Navarro                                                                                                |
| Josep Pont i Sans                   |       | Convergence et Union                                          | Lleida          | Jusqu'au 21 février 2008, remplacé le 26 février 2008 par Marta Alòs Lòpez |
| Consol Prados Martínez              |       | Parti des socialistes de Catalogne                            | Barcelone       | |
| Felip Puig i Godes                  |       | Convergence et Union                                          | Barcelone       | |
| Joan Puigcercós i Boixassa          |       | Esquerra Republicana de Catalunya                             | Barcelone       | |
| Carles Puigdemont i Casamajó        |       | Convergence et Union                                          | Gérone          | |
| Esteve Pujol Badà                   |       | Parti des socialistes de Catalogne                            | Gérone          | |
| Oriol Pujol i Ferrusola             |       | Convergence et Union                                          | Barcelone       | |
| Josep Maria Rañé i Blasco           |       | Parti des socialistes de Catalogne                            | Barcelone       | Jusqu'au 4 juin 2008, remplacé le 17 juin 2008 par Josep Casajuana i Pladellorens                                                                                                 |
| Joan Raventós i Pujadó              |       | Convergence et Union                                          | Barcelone       | |
| Joan Recasens i Guinot              |       | Convergence et Union                                          | Barcelone       | |
| Maria Glòria Renom i Vallbona       |       | Convergence et Union                                          | Barcelone       | |
| Elena Ribera i Garijo               |       | Convergence et Union                                          | Gérone          | |
| Joan Ridao i Martín                 |       | Esquerra Republicana de Catalunya                             | Barcelone       | Jusqu'au 26 mars 2008, remplacé le 31 mars 2008 par Miquel Carrillo Giralt |
| Irene Rigau i Oliver                |       | Convergence et Union                                          | Barcelone       | |
| Albert Rivera Díaz                  |       | Ciutadans                                                     | Barcelone       | |
| Antonio Robles Almeida              |       | Ciutadans                                                     | Barcelone       | Jusqu'au 8 septembre 2009, remplacé le 17 septembre 2009 par Carmen de Rivera i Pla                                                                                               |
| Maria Mercè Roca i Perich           |       | Esquerra Republicana de Catalunya                             | Gérone          | |
| Santiago Rodríguez i Serra          |       | Parti populaire de Catalogne                                  | Barcelone       | |
| Dolors Rovirola i Coromí            |       | Convergence et Union                                          | Gérone          | |
| Meritxell Ruiz i Isern              |       | Convergence et Union                                          | Tarragone       | |
| Josep Rull i Andreu                 |       | Convergence et Union                                          | Barcelone       | |
| Xavier Sabaté i Ibarz               |       | Parti des socialistes de Catalogne                            | Tarragone       | Jusqu'au 4 janvier 2007, remplacé le 17 janvier 2007 par Dolors López Ortega |
| Carles Sala i Roca                  |       | Convergence et Union                                          | Tarragone       | |
| Francesc Sancho i Serena            |       | Convergence et Union                                          | Tarragone       | Jusqu'au 5 octobre 2010, remplacé par Joan Maria Sardà i Padrell |
| Lídia Santos i Arnau                |       | Parti des socialistes de Catalogne                            | Barcelone       | Premier secrétaire |
| Joan Saura i Laporta                |       | Iniciativa per Catalunya Verds - Esquerra Unida i Alternativa | Barcelone       | |
| Núria Segú Ferré                    |       | Parti des socialistes de Catalogne                            | Tarragone       | |
| Anna Simó i Castelló                |       | Esquerra Republicana de Catalunya                             | Barcelone       | |
| Daniel Sirera i Bellés              |       | Parti populaire de Catalogne                                  | Barcelone       | |
| Montserrat Tura i Camafreita        |       | Parti des socialistes de Catalogne                            | Barcelone       | Jusqu'au 1er décembre 2006, remplacée le 18 décembre 2006 par Mohammed Chaib Akhdim                                                                                               |
| Jordi Turull i Negre                |       | Convergence et Union                                          | Barcelone       | |
| Jordi Valls i Riera                 |       | Parti des socialistes de Catalogne                            | Barcelone       | Jusqu'au 12 décembre 2006 , remplacé le 18 décembre 2006 par Flora Vilalta Sospedra                                                                                               |
| Francesc Vendrell i Bayona          |       | Parti populaire de Catalogne                                  | Barcelone       | Jusqu'au 14 juin 2010, remplacé le 17 juin 2010 par Pere Calbó i Roca |
| Xavier Vendrell i Segura            |       | Esquerra Republicana de Catalunya                             | Barcelone       | Jusqu'au 3 mai 2010, remplacé le 7 mai 2010 par Bernat Valls i Fuster |
| Núria Ventura i Brusca              |       | Parti des socialistes de Catalogne                            | Tarragone       | |
| Carme Vidal i Huguet                |       | Convergence et Union                                          | Lleida          | |
| Pere Vigo i Sallent                 |       | Esquerra Republicana de Catalunya                             | Gérone          | |
| Santi Vila i Vicente                |       | Convergence et Union                                          | Gérone          | |